# اسپانیای نو
نایب‌الملک اسپانیای نو (به اسپانیایی: Virreinato de Nueva España) به سرزمین‌های زیر فرمان اسپانیا میان سال‌های ۱۵۱۹ تا ۱۸۲۱ در قاره آمریکا گفته می‌شد.
فرمانروایی این قلمرو در شهر مکزیک به دست یک نایب‌السلطنه یا فرمانروای کل زیر نظر پادشاه اسپانیا بود. مرزهای اسپانیای نو در برگیرندهٔ سرزمین‌های کنونی کالیفرنیا، بخش جنوب باختری ایالات متحده کنونی، آمریکای مرکزی به جز پاناما، و سرزمین‌های دریای کارائیب بود.
در ۱۸۲۱ مکزیک (استقلال مکزیک) و کشورهای آمریکای مرکزی به استقلال رسیدند.
از این زمان مستعمره‌های اسپانیا به دو بخش هند غربی اسپانیا -دربرگیرندهٔ کوبا و پورتو ریکو- و هند شرقی اسپانیا -دربرگیرندهٔ فیلیپین، گوام و جزایر ماریانا- تقسیم شد که تا ۱۸۹۸ بخشی از امپراتوری این کشور به جا ماندند.